# Handball-Bundesliga 2019-2020
L'Handball-Bundesliga 2019-2020, conosciuta come LIQUI MOLY Bundesliga 2019-2020 per motivi di sponsorizzazione, è stata la 55ª edizione del torneo di primo livello del campionato tedesco di pallamano maschile.
A causa della Pandemia di COVID-19 del 2020 in Europa il campionato è stato sospeso definitivamente il 21 aprile senza retrocessioni e con il THW Kiel che è stato proclamato campione.
La classifica finale è stata stilata in base ad un quoziente punti in rapporto alle partite giocate al 12 marzo.

## Squadre partecipanti
Partecipano 18 squadre da tutta la Germania. Di queste, 16 sono qualificate dalla stagione 2018–19 mentre le altre due sono promosse dalla 2. Handball-Bundesliga: HBW Balingen-Weilstetten, i campioni e HSG Nordhorn-Lingen come seconda.
| Squadra              | Città        | Arena                         | Capacità    |
| -------------------- | ------------ | ----------------------------- | ----------- |
| Füchse Berlino       | Berlino      | Max-Schmeling-Halle           | 9,000       |
| Bergischer           | Solingen     | Klingenhalle Uni-Halle        | 3,200 2,600 |
| Balingen-Weilstetten | Balingen     | Sparkassen Arena              | 2,300       |
| Stoccarda            | Bittenfeld   | SCHARRena Porsche-Arena       | 2,251 6,211 |
| Erlangen             | Erlangen     | Arena Nürnberger Versicherung | 8,308       |
| Flensburg-Handewitt  | Flensburgo   | Flens-Arena                   | 6,300       |
| Friesenheim          | Ludwigshafen | Friedrich-Ebert-Halle         | 2,250       |
| Frisch Auf Göppingen | Göppingen    | EWS Arena                     | 5,600       |
| Nordhorn-Lingen      | Nordhorn     | Euregium Emsland Arena        | 4,100 4,995 |
| Hannover-Burgdorf    | Hannover     | Swiss Life Hall               | 9,850 4,150 |
| Kiel                 | Kiel         | Sparkassen-Arena              | 10,285      |
| Lipsia               | Lipsia       | Arena Leipzig                 | 6,327       |
| Lemgo                | Lemgo        | Lipperlandhalle               | 4,790       |
| Magdeburgo           | Magdeburgo   | GETEC Arena                   | 6,800       |
| Melsungen            | Melsungen    | Rothenbach-Halle              | 4,300       |
| Minden               | Minden       | Kampa-Halle                   | 4,059       |
| Rhein-Neckar Löwen   | Mannheim     | SAP Arena                     | 13,200      |
| Wetzlar              | Wetzlar      | Rittal Arena Wetzlar          | 4,421       |

## Classifica finale
| Pos | Squadra                  | G  | V  | N | P  | GF  | GS  | DG   | Pt | Qualificazione o retrocessione |
| --- | ------------------------ | -- | -- | - | -- | --- | --- | ---- | -- | ------------------------------ |
| 1   | THW Kiel                 | 26 | 22 | 0 | 4  | 782 | 650 | +132 | 44 | Champions League               |
| 2   | SG Flensburg-Handewitt   | 27 | 20 | 2 | 5  | 732 | 647 | +85  | 42 | Champions League               |
| 3   | SC Magdeburgo            | 27 | 19 | 1 | 7  | 815 | 747 | +68  | 39 | EHF Cup                        |
| 4   | TSV Hannover-Burgdorf    | 27 | 16 | 4 | 7  | 778 | 736 | +42  | 36 |                                |
| 5   | Rhein-Neckar Löwen       | 26 | 15 | 4 | 7  | 729 | 686 | +43  | 34 | EHF Cup                        |
| 6   | Füchse Berlino           | 27 | 17 | 1 | 9  | 775 | 723 | +52  | 35 | EHF Cup                        |
| 7   | MT Melsungen             | 26 | 15 | 2 | 9  | 683 | 670 | +13  | 32 |                                |
| 8   | SC DHfK Leipzig          | 26 | 13 | 1 | 12 | 745 | 743 | +2   | 27 |                                |
| 9   | HSG Wetzlar              | 27 | 12 | 3 | 12 | 754 | 754 | 0    | 27 |                                |
| 10  | TBV Lemgo                | 27 | 12 | 3 | 12 | 734 | 739 | −5   | 27 |                                |
| 11  | Frisch Auf Göppingen     | 26 | 11 | 1 | 14 | 679 | 684 | −5   | 23 |                                |
| 12  | TV Bittenfeld            | 27 | 8  | 5 | 14 | 709 | 759 | −50  | 21 |                                |
| 13  | Bergischer HC            | 27 | 8  | 4 | 15 | 709 | 728 | −19  | 20 |                                |
| 14  | HC Erlangen              | 27 | 9  | 2 | 16 | 695 | 739 | −44  | 20 |                                |
| 15  | GWD Minden               | 26 | 7  | 4 | 15 | 690 | 720 | −30  | 18 |                                |
| 16  | HBW Balingen-Weilstetten | 27 | 6  | 4 | 17 | 741 | 818 | −77  | 16 |                                |
| 17  | TSG Friesenheim          | 27 | 6  | 3 | 18 | 639 | 702 | −63  | 15 |                                |
| 18  | HSG Nordhorn-Lingen      | 27 | 2  | 0 | 25 | 643 | 767 | −124 | 4  |                                |

## Risultati
|                          | BAL   | BRG   | BER   | BIT   | ERL   | FLE   | FRI   | GÖP   | HAN   | KIE   | LEI   | LEM   | MAG   | MEL   | MIN   | NOR   | RNL   | WET   |
| ------------------------ | ----- | ----- | ----- | ----- | ----- | ----- | ----- | ----- | ----- | ----- | ----- | ----- | ----- | ----- | ----- | ----- | ----- | ----- |
| HBW Balingen-Weilstetten | —     | 29–27 | 31–30 | 25–25 | 30–32 |       | 25–25 |       | 33–35 | 20–32 | 26–24 | 29–31 | 32–34 | 36–23 | 26–26 | 25–23 |       | 33–34 |
| Bergischer HC            |       | —     | 26–26 |       | 25–24 | 20–21 |       | 25–25 | 28–27 | 29–34 |       | 35–33 | 23–24 | 24–24 | 26–23 | 31–18 | 26–29 | 30–33 |
| Füchse Berlino           | 33–27 | 27–24 | —     | 36–27 | 30–23 | 33–35 | 29–19 |       |       | 29–28 | 29–28 |       | 25–24 | 28–22 | 25–29 | 30–32 | 23–22 | 32–27 |
| TV Bittenfeld            | 32–26 | 25–31 | 32–33 | —     | 30–24 | 23–23 |       | 29–26 | 23–28 | 21–29 | 25–25 | 26–26 | 27–29 | 31–28 | 24–24 | 29–24 |       |       |
| HC Erlangen              | 32–27 | 28–26 | 34–29 | 29–24 | —     |       | 23–27 | 23–26 |       | 27–31 | 25–22 | 26–26 | 27–32 | 25–30 |       | 26–25 | 29–29 | 25–31 |
| SG Flensburg-Handewitt   | 32–25 | 29–23 | 27–23 |       |       | —     | 29–26 | 28–22 |       |       | 30–22 |       | 29–23 | 30–23 | 27–22 | 29–27 | 30–27 | 31–28 |
| TSG Friesenheim          |       | 27–27 | 19–27 | 23–27 | 19–23 | 25–23 | —     | 24–23 | 24–26 |       | 34–27 | 29–36 | 17–20 | 25–25 |       | 19–12 | 23–26 | 25–31 |
| Frisch Auf Göppingen     | 26–32 | 28–22 | 25–28 | 31–22 |       | 28–26 | 29–21 | —     | 24–27 | 26–27 |       | 34–27 |       |       | 26–23 | 28–26 |       | 26–21 |
| TSV Hannover-Burgdorf    | 31–23 |       | 31–28 | 32–19 | 29–25 | 23–22 | 25–23 | 30–32 | —     | 25–32 |       |       | 31–28 |       | 36–30 | 30–29 | 29–29 |       |
| THW Kiel                 | 36–26 |       |       | 35–23 | 29–15 |       | 30–27 | 31–24 | 32–23 | —     | 27–26 | 31–24 |       | 38–26 | 29–27 | 31–23 | 27–21 | 20–27 |
| SC DHfK Leipzig          | 27–26 | 35–32 | 24–23 | 31–28 | 26–21 |       | 32–27 |       | 30–27 |       | —     | 34–32 | 25–26 |       | 31–28 |       | 28–29 | 26–29 |
| TBV Lemgo                | 27–24 |       | 26–31 | 27–23 | 34–32 | 18–27 | 27–19 |       | 26–36 | 27–30 | 26–27 | —     | 24–32 |       | 31–26 | 31–25 | 30–25 | 32–27 |
| SC Magdeburgo            | 38–26 |       | 27–29 | 33–28 | 24–20 | 26–25 |       | 30–21 | 30–30 | 32–31 | 28–26 |       | —     | 26–25 | 31–29 | 39–27 | 28–32 | 34–27 |
| MT Melsungen             | 36–23 | 28–25 |       | 21–26 | 28–27 | 19–24 | 26–25 | 30–17 | 31–25 |       | 31–34 | 26–23 | 31–29 | —     |       |       | 31–26 | 28–26 |
| GWD Minden               | 30–30 | 26–23 | 30–25 |       | 26–29 | 23–27 | 29–23 | 27–26 | 32–32 | 26–29 | 21–25 | 33–31 |       | 27–29 | —     |       | 24–28 |       |
| HSG Nordhorn-Lingen      |       | 21–26 | 24–34 |       |       | 20–29 | 19–21 | 20–30 | 24–32 |       | 33–30 | 24–29 | 21–27 | 24–31 | 25–26 | —     | 17–27 | 25–31 |
| Rhein-Neckar Löwen       | 37–26 | 30–24 |       | 33–32 |       | 22–24 |       | 28–21 | 30–23 | 26–25 | 26–23 | 29–29 |       | 30–33 |       | 32–28 | —     | 29–26 |
| HSG Wetzlar              |       | 27–24 |       | 27–28 |       | 27–27 | 26–23 | 31–30 | 25–25 | 26–30 |       | 28–32 | 29–28 | 26–31 | 26–23 | 34–27 | 27–27 | —     |